# Österreichische Kolonialpolitik

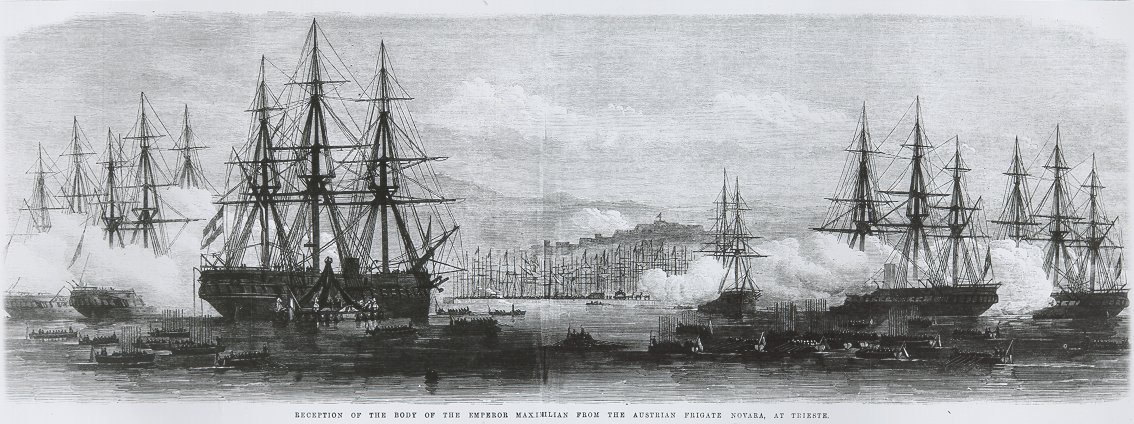
Vom Adria-Hafen Triest war schon 1776 die Österreichische Ostindische Handelskompanie zu kolonialen Erwerbungen nach Übersee gestartet. Auch spätere Expeditionsfahrten des 19. Jahrhunderts (wie die der Fregatte Novara) begannen in Triest.

Als österreichische Kolonialpolitik wird das Bestreben der Habsburgermonarchie bezeichnet, in der zweiten Hälfte des 18. Jahrhunderts Kolonien zu erwerben. In dieser Zeit konkurrierten die Habsburger mit ähnlichen Bestrebungen Dänemarks, Portugals, Spaniens, Großbritanniens und der Niederlande. Ihre Kolonialpolitik ließ sich in Umfang, Effektivität und letztlichem Misserfolg aber eher mit der Brandenburg-Preußens oder Kurlands vergleichen.

## Triestiner Ostindische Handelskompanie
Träger der österreichischen Kolonialbestrebungen war die von Erzherzogin Maria Theresia gegründete Ostindische Handelskompanie in Triest, das 1719 zum Freihafen erklärt worden war. Ab 1776 fuhren ihre Schiffe unter der kaiserlichen Flagge Habsburg-Lothringens unter dem Kommando des Holländers William Bolts (1738–1808), der zuvor für die Britische Ostindien-Kompanie tätig gewesen war.

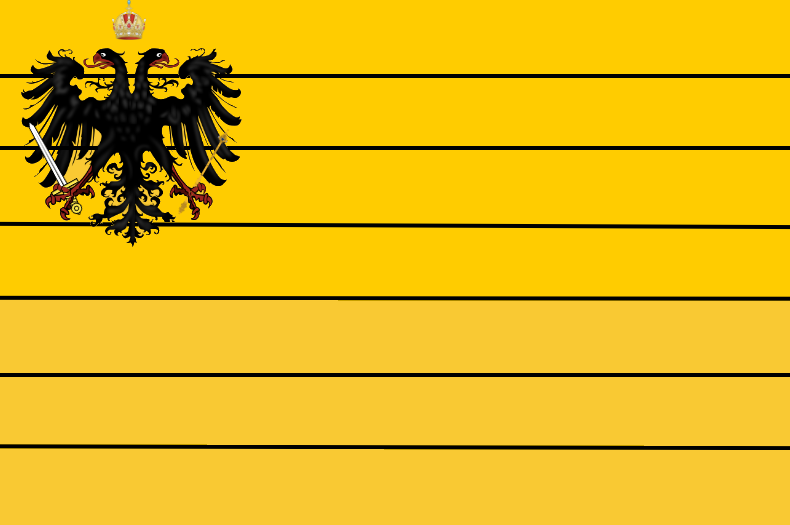
Kaiserliche Handelsflagge (bis 1786)

## Ostafrika
Im März 1777 erreichten die Schiffe der Handelskompanie die Delagoa-Bucht (heute Maputo-Bucht, Mosambik) an der Südostküste Afrikas und erwarben von einem Anführer der Bewohner den Hafen des zuvor von der Niederländischen Ostindien-Kompanie verlassenen Gebietes. Zentraler Bestandteil der Verträge mit den lokalen Machthabern war das exklusive Vorkaufsrecht für Elfenbein. Die Kolonie in Delagoa exportierte in der Folge jährlich etwa 75.000 Pfund Elfenbein. Außerdem plante man den Anbau von Zuckerrohr, für den versklavte Afrikaner eingesetzt werden sollten. Tatsächlich wurde eine kleine Befestigung mit zehn Mann errichtet und zur österreichischen Kolonie erklärt, bevor die Schiffe in Richtung Indien weitersegelten. 1781 ging die Bucht an Portugal verloren. 
1783 unterbreitete der Abenteurer Moritz Benjowski dem Wiener Hof den Vorschlag, Madagaskar unter österreichischer Flagge zu erobern, erhielt aber außer wohlwollenden Worten keinerlei finanzielle oder militärische Unterstützung für sein Unternehmen.

## Südasien

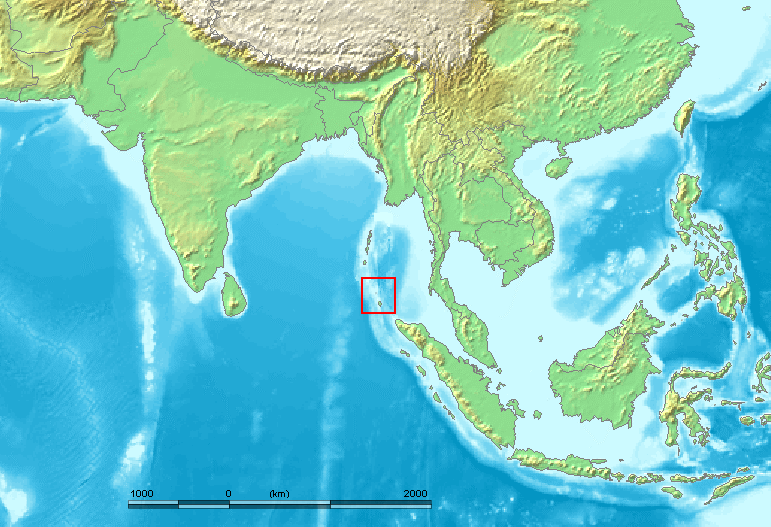
Lage der Nikobaren im Golf von Bengalen

Bereits 1719 hatte die Ostender Kompanie (Österreichische Niederlande) erstmals Handelsfaktoreien in Bengalen errichtet, doch war die Kompanie auf niederländischen und britischen Druck 1731 aufgelöst worden.
Obwohl Dänemark Ansprüche auf die Nikobaren erhoben hatte, erwarben die Schiffe der Triester Handelskompanie im Jahr 1778 von den Einheimischen einige Nikobaren-Inseln (Nancowry, Camorta, Trinket, Katchal und Teressa, benannt nach Maria Theresia) und erklärten auch sie zu österreichischen Kronkolonien. An der indischen Malabarküste wurden neue Faktoreien errichtet. Sechs Österreicher wurden auf der Nikobaren-Insel Nancowry als Posten zunächst zurückgelassen. Nach dem Tod ihres Anführers Gottfried Stahl († 1783) verließen die übrigen Österreicher die Insel 1785 unter dänischem Druck.

## Beteiligung am Atlantischen Dreieckshandel
Obwohl die Nikobaren und Delagoa die einzigen habsburgischen Plantagenkolonien in dieser Zeit waren, gab es in den Österreichischen Niederlanden eine Reihe von deutschen Kaufleuten, die am atlantischen Dreieckshandel beteiligt waren. Das prominenteste Beispiel ist Friedrich von Romberg (1729–1813). Sein Unternehmen mit Sitz in Brüssel, Ostende, Bordeaux und Le Havre brachte Sklaven aus Afrika in die Karibik, um sie auf Baumwoll-, Zuckerrohr- und Indigoplantagen arbeiten zu lassen, und verkaufte die Produkte wiederum in Europa.

## Ende der Kolonialpolitik
Im Jahr 1783 löste Maria Theresias Nachfolger Kaiser Joseph II. unter dem Druck der Seemächte und in Ermangelung einer zum Schutz der Kolonien nötigen vergleichbaren eigenen Kriegsflotte die Triester Handelskompanie auf. Der zuletzt stockende und wegen der starken ausländischen Konkurrenz erschwerte Handel wurde eingestellt. 1784 bzw. 1785 überließ Österreich auch formal seine Ansprüche auf die Nikobaren den Staaten Dänemark bzw. Großbritannien. Portugal hatte inzwischen den Stützpunkt in der Delagoa-Bucht besetzt.

## Begriffskritik
Ob es sich bei der Delagoa-Bucht und den vier Nikobaren-Inseln tatsächlich um mit den anderen Seemächten oder Handelskompanien vergleichbare Kolonien gehandelt hat, ist angesichts der kurzen Herrschaft und marginalen Präsenz umstritten. Zumindest handelte es sich nicht um nichtstaatlichen Privatbesitz oder reine Handelsfaktoreien. Erheblich komplizierter ist die Anwendung des Begriffs „Kolonie“ für den späteren Status Bosnien-Herzegowinas.
Nach dem Sardinischen Krieg musste Kaiser Franz Joseph I. 1859 die Lombardei an Frankreich bzw. Piemont abtreten. Die französische Kaiserin Eugénie soll ihren Gemahl Napoleon III. damals gedrängt haben, Österreich für die Lombardei mit Ägypten zu entschädigen, worauf das Gerücht aufkam, ein französisches Geschwader sei diesbezüglich bereits nach Ägypten entsandt worden. Weder aber konnte der französische Kaiser Länder vergeben, die er nicht besaß, noch hätte Österreich eine überseeische Kolonie ohne starke Kriegsflotte gegen die Rivalität Englands behaupten können. Aus ähnlichen Gründen beteiligte sich Österreich auch nicht an der französischen Intervention in Mexiko, womit Eugénie Österreich für Venetien zu entschädigen wünschte.
Die 1878 okkupierten und dann gemäß den Übereinkünften des Berliner Kongresses unter die Militärverwaltung Österreich-Ungarns gestellten osmanischen Vilâyets Bosnien und Herzegowina befanden sich weiterhin nominell unter der Oberhoheit des Sultans des Osmanischen Reiches. Nach der 1908 erfolgten auch formalen Annexion und damit verbundenen Eingliederung in die k.u.k. Monarchie wurde das Kondominium Bosnien und Herzegowina keinem der beiden Reichsteile unterstellt, sondern über das gemeinsame Finanzministerium verwaltet.

## Aktivitäten im 19. und frühen 20. Jahrhundert

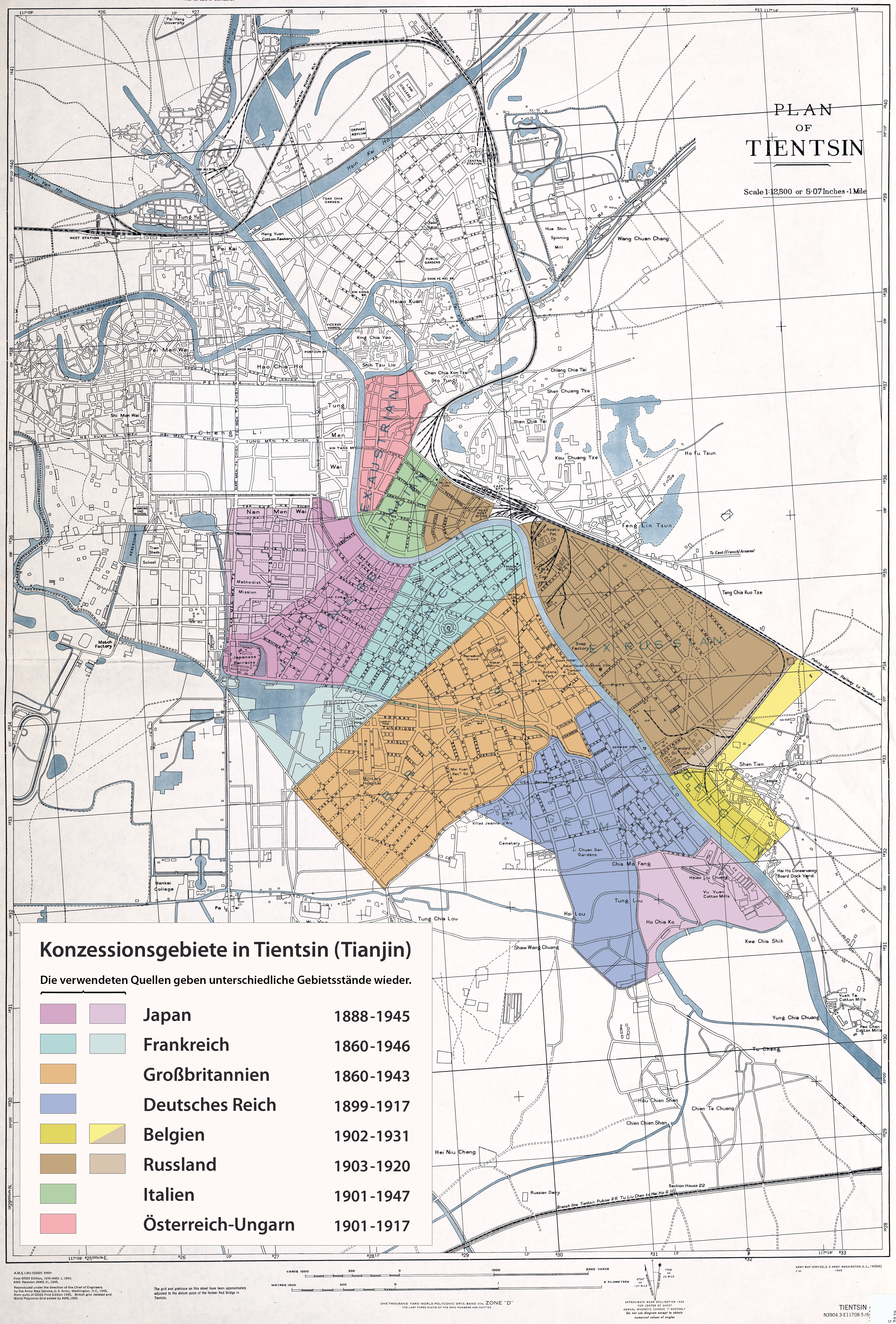
Konzessionsgebiete in Tientsin

In der zweiten Hälfte des 19. Jahrhunderts unternahm die österreichische Marine erneut einige Entdeckungsfahrten, die auch der Sondierung kolonialer Expansionsmöglichkeiten dienten. Ziele waren:
- der Nordpol (Franz-Josef-Land)
- Südostasien (Borneo)
- die Nikobaren

Die damit verbundene österreichische Kanonenbootpolitik führte jedoch nicht zum Erfolg.
Nach der Teilnahme an der Niederschlagung des Boxeraufstands besaß Österreich-Ungarn zwischen 1901 und 1917 ein etwa 60 Hektar großes Konzessionsgebiet in der chinesischen Stadt Tianjin (veraltet: Tientsin).